# Rhodomonas
A Rhodomonas a Cryptophyta egyik nemzetsége. Vörös színű, belső sejtfala lemezei négyzetesek, rövid szája garatban végződik, különleges alakú kloroplasztisza közel van nukleomorfához. Korábban vörös kloroplasztisza alapján jellemezték, de ez többé nincs így, mivel taxonómiája egyre inkább molekuláris és sejtadatokon alapul. Jelenleg taxonómiai érvényessége nemzetségként vitatott, és további kutatások kellenek helyzete megerősítéséhez. Általában tengerben fordul elő, de számoltak be édesvízi fajokról. Gyakran akvakultúrában állateledelként használják, de ételekben is használható lehet.

## Történet

### Felfedezés
1898-ban írta le G. Karsten „furcsa úszó élőlényként”. Léte első jele Karsten proliferációmegfigyelése volt kovamoszat-, tengerikagyló-, kő- és Sphacelaria-tartalmú mintában. Így létrehozta a Rhodomonas balticát mint a nemzetség típusfaját. Karsten megfigyelte a nemzetség vörös kloroplasztiszát, két elülső garatból hátra irányuló ostorát és nagy középső magját. Felfedezésekor nem voltak ismert vörös ostorosok, és a szín a Rhodomonas ismertetőjegye volt. Felfedezése után többször bővült a nemzetség például Lemmermann, Lohmann, Kylin és Carter révén. Zimmermann később Karsten „magját” citoplazmabeli helyzete alapján pirenoidként azonosította.

### Taxonómiai helyzet
Jelenleg számos érv szól a Rhodomonas fenntartása ellen. Mivel a Cryptophyta jelenlegi rendszertana sejtszerkezeten alapul, és Karsten nem írta le e szerkezeteket tanulmányában, egyesek, például Novarino és Lucas szerint lehetetlen igazolni, hogy egy élőlény azonos-e Karsten eredeti mintájával ultraszerkezeti szinten. Ezért kétséges, hogy egy ide sorolt élőlény valóban ide tartozik-e, alátámasztva a Rhodomonas-fajok szinonim Pyrenomonasba helyezését. Egy ellenérv a Rhodomonas történelmi elsőbbsége Pyrenomonas előtti leírása miatt, ez alapján továbbra is használandó a nemzetségre hivatkozáskor. Jelenleg nincs feloldva a vita, és a két név egymás szinonimája. Ez a Cryptophyta újabb molekuláris filogenetikáiban is szerepel, ahol a Rhodomonas és a Pyrenomonas szinonimiáját megjegyzik.
A molekuláris adatokon alapuló modern filogenetikában a Rhodomonas, Rhinomonas és Storeatula együtt vannak a vizsgált genetikai szekvenciák hasonlóságai alapján. Given how closely related these genera are, there is some uncertainty as to how distinct the genus Rhodomonas is from Rhinomonas and Storeatula. A Cryptophytában ismert a dimorfizmus, és feltehetően sok nemzetségben jelen van, olyannyira, hogy néhány ma használt nemzetség egy csoport különböző alakjait tartalmazhatja. Ez a Rhodomonas esetén azt jelenti, hogy a Storeatula feltételezett Rhinomonas- és Rhodomonas-morfonemzetség a három csoport molekuláris filogenetikai keveredése miatt. Ezek eldöntéséhez további kutatások kellenek.

## Élőhely és ökológia
Tengeri élőhelyekben él az egész Földön, valamint néhányszor édesvízi fajról is beszámoltak. Az első feljegyzett Rhodomonas-mintát G. Karsten vette a Balti-tenger Kieli-fjordjáról. Természetes környezetben ideális hőmérséklet-tartománya 9–10 °C. Sok Cryptophyta-fajhoz hasonlóan fajai fotoszintetikusak, azonban nem ismert, hogy heterotróf életmódra képesek-e.

## Morfológia
Mérete 9–40 μm, a tartományok beszámolónként eltérnek. A Rhodomonas mozgó sejt az úszást lehetővé tevő két elülső ostorral. Sejtteste rövid elülső és lekerekített hátulsó végű ellipszoid.
Sejtfala belső és külső részre különül el. Külső rétege durva egymást keresztező szálak Rhodomonasra jellemző durva hálózatából áll, a belső kis négyzet alakú lemezek longitudinális soraiból. Az ejektoszómákhoz a belső réteg lemezei elöl kissé elemelkednek. Hátulsó széleik a sejt hátulsó vége felé keskenyedik, és a membránhoz csatlakozik. Sarkaik lejtenek.
Sejtjei lehetnek vörösek, barnák vagy aranyszínűek kloroplasztiszuk fikoeritrin 545-tartalma függvényében. A pigment a tilakoidmembrán lumenfelszínében van a kloroplasztiszon belül. A sejten belül a kloroplasztisz a plasztiszrészlegben van, és a pirenoiddal közeli szerkezeti kapcsolatban van. Kétlebenyes és H alakú. A keményítővel körülvett pirenoid a lebenyek közt található. A tilakoidok nem törik át a pirenoidmátrixot, így nem haladnak azon át. A Rhodomonas általában 1 kloroplasztiszt tartalmaz, de vannak beszámolók 2 kloroplasztiszos példányokról.
A vestibulum-garat-száj rendszer határozza meg a Rhodomonast. A vestibulum a sejt elülső csúcsa alatt van, innen két ostor ered a Cryptophyta legtöbb fajához hasonlóan. Ez hátul garatba megy át, melyet száj zár. A száj rövid és csőszerű, a garat hossza fajonként eltérhet. A száj körül anyagokat a sejtből kibocsátó ejektoszómák vannak.
Nukleomorfa a plasztisz körüli citoplazma pirenoidba türemkedésében (pirenoidhíd) van. Ez a gyakran a Rhodomonasszal csoportosuló Rhinomonas és Storeatula nemzetségekkel közös jellemző.
Egyetlen sejtmagja a sejtben hátul van, a másik oldalon kontraktilis vakuólum van a sejt elülső csúcsa közelében.
Sok más Cryptophyta-fajhoz hasonlóan ivartalanul osztódással szaporodik. Nem ismert, hogy képes-e ivarosan szaporodni.

## Jelentőség

### Akvakultúra
Akvakultúrában hasznos eledel lehet például evezőlábú és sórákoknak, továbbá Pectinidae-lárváknak is használható. Élő eledelként magas zsírsav- és fehérjetartalmuk miatt hasznos, növelve tápértéküket. Nitrogénhiány esetén tápértékük növekedését figyelték meg.

### Humán táplálékként
A Rhodomonas salina kevés (4 ng/g szárazanyag) D-vitamint tartalmaz, tiamintartalma sótartalom-változásokkal növelhető. Ezenkívül alloxantint és krokoxantint tartalmaz, melyek közül előbbi feltehetően antiproliferatív, utóbbi emellett proapoptotikus is lehet.

## Fajok
Az alábbi fajai ismertek:
- Rhodomonas abbreviata Butcher 1967 ex Hill et Wetherbee 1989[23]
- Rhodomonas atrorosea Butcher ex Hill et Wetherbee 1989[23]
- Rhodomonas baltica Karsten 1898[9]
- Rhodomonas chrysoidea Butcher 1967 ex Hill et Wetherbee 1989[23]
- Rhodomonas duplex Hill et Wetherbee 1989[23]
- Rhodomonas falcata (Butcher 1967) Hill et Wetherbee 1989[23]
- ?Rhodomonas gracilis Schiller 1925
- ?Rhodomonas helgolandii (Santore)
- Rhodomonas heteromorpha Butcher 1967 ex Hill et Wetherbee 1989[23]
- ?Rhodomonas irregularis Butcher 1967 ex Chihara 1989
- Rhodomonas lens Pascher et Ruttner 1913[23]
- Rhodomonas maculata Butcher 1967 ex Hill et Wetherbee 1989[23]
- Rhodomonas marina (Dangeard 1892) Lemmermann 1899[23]
- Rhodomonas ovalis Nygaard 1950
- Rhodomonas pusilla (Bachman 1923) Javornicky 1967[24]
- Rhodomonas radix Javornický 2001[24]
- Rhodomonas rubra Geitler 1921[24]
- ?Rhodomonas ruttneri Schiller 1925
- Rhodomonas salina (Wislouch 1924) Hill et Wetherbee 1989[25]
- Rhodomonas stigmatica (Wislouch 1924) Hill 1991[24]
- Rhodomonas tenuis Skuja 1948[24]

## Fordítás
Ez a szócikk részben vagy egészben  a   Rhodomonas című angol Wikipédia-szócikk ezen változatának fordításán alapul.  Az eredeti cikk szerkesztőit annak laptörténete sorolja fel. Ez a jelzés csupán a megfogalmazás eredetét és a szerzői jogokat jelzi, nem szolgál a cikkben szereplő információk forrásmegjelöléseként.